# Reptielenbeurs
Een reptielenbeurs is een consumentenbeurs waar levende reptielen en amfibieën ter verkoop worden aangeboden. Naast dieren worden er ook terraria en terrariumbenodigdheden aangeboden. 
De bekendste en grootste reptielenbeurs in Nederland is in Houten wat 4 x per jaar wordt georganiseerd in de Euretco Expo Center. Maar ook wat kleinere beurzen zijn er geregeld in Nederland en België.
Een reptielenbeurs kost enkele euro's om binnen te komen, dit verschilt per beurs en organisatie.

## Voorbeelden
- Reptielenbeurs Houten
- Reptielenbeurs Antwerpen

Voor een actueel overzicht: https://www.terramania.nl/reptielenbeurzen/